# Matthew Tkachuk
Matthew Tkachuk (ur. 11 grudnia 1997 w Scottdale, Arizona, USA) – hokeista amerykański, gracz ligi NHL, reprezentant Stanów Zjednoczonych.
Syn Keitha Tkachuka, gracza NHL w latach 1992-2010 (1201 występów) i brat Brady'ego Tkachuka, gracza Ottawa Senators.

## Kariera klubowa
- USNTDP Juniors (2013 - 8.05.2015)
- London Knights (8.05.2015 - 7.07.2016)
- Calgary Flames (7.07.2016 - 23.07.2022)
- Florida Panthers (23.07.2022 -

## Kariera reprezentacyjna
- Reprezentant USA na MŚJ U-18 w 2015
- Reprezentant USA na  MŚJ U-20 w 2016

## Sukcesy
Reprezentacyjne
- Złoty medal z reprezentacją USA na MŚJ U-18 w 2015
- Brązowy medal z reprezentacją USA na  MŚJ U-20 w 2016

Indywidualne
- Występ w Meczu Gwiazd NHL w sezonie  2019-2020
- Występ w Meczu Gwiazd NHL w sezonie  2022-2023, najbardziej wartościowy zawodnik (MVP)